# Zaryte (Rabka-Zdrój)
Zaryte – część miasta Rabka-Zdrój, położona na północ od centrum miasta w dolinie rzeki Raby u południowych podnóży Lubonia Wielkiego.

## Historia

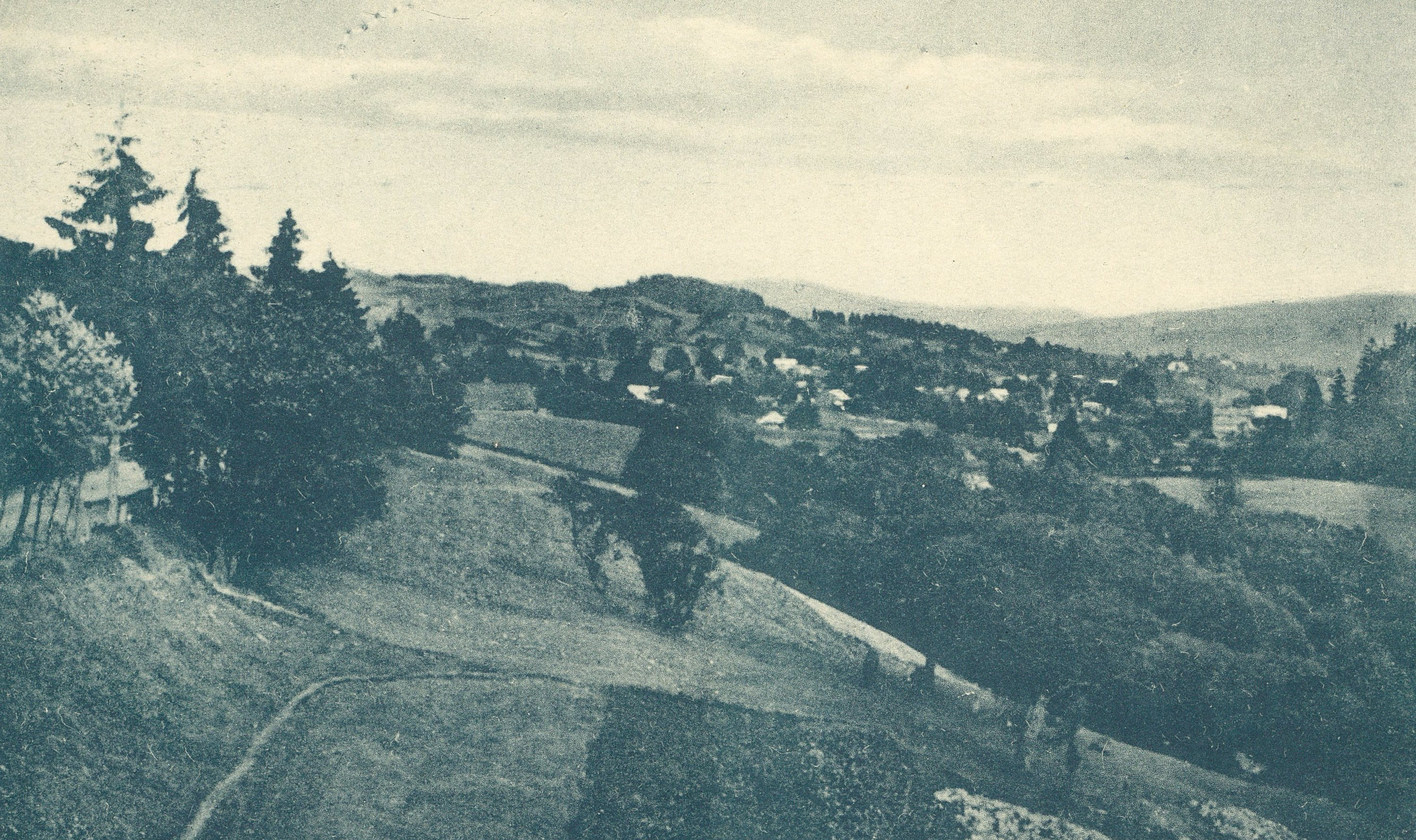
Zaryte, widok około 1930

Do 1927 Zaryte było samodzielną wsią. W 1927 zostało włączone w granice jednostkowej wiejskiej gminy Rabka. W okresie międzywojennym ważny ośrodek wypoczynkowy dla mieszkańców Krakowa. 16 grudnia 1884 otwarto stację kolejową Zaryte (obecnie Rabka Zaryte), na której w okresie międzywojennym zatrzymywały się pociągi ekspresowe z Warszawy. Działał tutaj kamieniołom, na którego potrzeby powstały cztery bocznice, na których dokonywano załadunku i przeładunku urobku.

## Turystyka
Rabka-Zaryte jest również ważnym miejscem dla turystów. Wychodzą stąd 3 szlaki turystyczne na Luboń Wielki:
 – niebieski z Rabki Zaryte wzdłuż Rolskiego Potoku.  Czas przejścia: 1.20 godz. (↓0.50 godz.), przewyższenie 550 m, odległość 3,3 km
 – żółty z Rabki-Zaryte, tzw. Perć Borkowskiego prowadząca przez rezerwat przyrody Luboń Wielki. Jest to najtrudniejszy szlak, w obrębie rezerwatu wspinaczka po skałach. Czas przejścia: 2 godz. (↓1.30 godz.), przewyższenie 560 m, odległość 5,1 km
 – zielony z Rabki-Zaryte. Czas przejścia: 1.50 godz. (↓1.05 godz.), przewyższenie 530 m, odległość 4,4 km

## Legendy
Z nazwą miejscowości związana jest legenda o zbójniku Tomku Luboniu, który przejeżdżając wraz z kompanią ujrzawszy Arelkę, córkę złego czarownika Arwota, zatrzymał nagle konie w biegu, tak że kopytami wryły się one w ziemię. Pasterze, którzy nieopodal paśli owce, nazwali to miejsce Zarytem.